# Amblada
Amblada (łac. Dioecesis Ambladensis) – stolica historycznej diecezji w Cesarstwie Rzymskim (prowincja Likaonia), współcześnie w Turcji. Wzmiankowana po raz pierwszy w IV wieku. Obecnie jest katolickim biskupstwem tytularnym (wakującym od 1967).

## Biskupi tytularni
| Lp. | Biskup                 | Funkcja                             | Od                   | Do             |
| --- | ---------------------- | ----------------------------------- | -------------------- | -------------- |
| 1   | Eldon Bernard Schuster | biskup pomocniczy Great Falls (USA) | 30 października 1961 | 2 grudnia 1967 |